# Премия TVyNovelas за лучший актёрский состав
Премия TVyNovelas за лучший актёрский состав (исп. Mejor reparto ) — престижная ежегодная награда в рамках премии TVyNovelas, присуждаемая за лучший выбор в подборе актёрского состава для теленовелл производства компании Televisa.
Награда в данной номинации впервые была вручена в 2015 году исполнительному продюсеру Жисель Гонсалес за теленовеллу «Я не верю мужчинам».

## Номинанты и победители
В списке приведены сведения о номинантах и победителях, сгруппированные по церемониям (годам) и десятилетиям. В таблицы включены имена исполнительных продюсеров и названия теленовелл, за которые получена номинация.
Победители каждого года указаны первыми в списке, выделены полужирным шрифтом на золотом фоне.

### 2010-е
| Год  | Название теленовеллы               | Исполнительный продюсер |
| ---- | ---------------------------------- | ----------------------- |
| 2015 | Я не верю мужчинам                 | Жисель Гонсалес         |
| 2015 | Цвет страсти                       | Роберто Гомес Фернандес |
| 2015 | Та, кто жизнь у меня украла        | Анхели Несма Медина     |
| 2015 | Моё сердце твоё                    | Хуан Осорио             |
| 2015 | Какие же бедные эти богатые        | Роси Окампо             |
| 2016 | Страсть и власть                   | Хосе Альберто Кастро    |
| 2016 | Лучше умереть, чем быть как Личита | Роси Окампо             |
| 2016 | Не отпускай меня                   | Карлос Морено           |
| 2016 | Тень прошлого                      | МаПат Лопес де Саратини |
| 2016 | Соседка                            | Лусеро Суарес           |
| 2017 | Кандидатка                         | Жисель Гонсалес         |
| 2017 | Просыпаться с тобой                | Педро Дамиан            |
| 2017 | Отель секретов                     | Роберто Гомес Фернандес |
| 2017 | Амазонки                           | Сальвадор Мехия         |
| 2017 | Трижды Ана                         | Анхели Несма Медина     |
| 2018 | Поддаться искушению                | Жисель Гонсалес         |
| 2018 | Двойная жизнь Этелы Каррильо       | Эдуардо Меса            |
| 2018 | Я признаю свою вину                | Анхели Несма Медина     |
| 2018 | У моего мужа есть семья            | Хуан Осорио             |
| 2018 | Лучший папа среди мам              | Эдуардо Меса            |
| 2019 | Любить до смерти                   | Карлос Бардасано        |
| 2019 | Пилот 2                            | Карлос Бардасано        |
| 2019 | Семья моего мужа стала ещё больше  | Хуан Осорио             |
| 2019 | Любовь вне закона                  | Хосе Альберто Кастро    |
| 2019 | Дочери луны                        | Никандро Диас           |

## Рекорды и достижения
- Продюсер, получивший наибольшее количество наград (3):
  - Жисель Гонсалес[исп.]
- Продюсер, имеющий самое большое количество номинаций (3):
  - Жисель Гонсалес[исп.]
  - Анхели Несма Медина[исп.]
  - Хуан Осорио
- Продюсер, победивший во всех своих номинациях (3):
  - Жисель Гонсалес[исп.]
- Продюсер, с самым большим количеством никогда не выигрынных номинаций (3):
  - Анхели Несма Медина[исп.]
  - Хуан Осорио
- Продюсеры, в один и тот же год номинированные на премию за более чем одну теленовеллу:
  - Эдуардо Меса[исп.] — 2018 год (Двойная жизнь Этелы Каррильо[исп.], Лучший папа среди мам[исп.])
  - Карлос Бардасано — 2019 (Любить до смерти, Пилот 2[исп.])